# 1997 GX22
1997 GX22 är en asteroid i huvudbältet som upptäcktes den 6 april 1997 av LINEAR i Socorro County, New Mexico.
Den tillhör asteroidgruppen Massalia.